# Edwin Santibáñez
Edwin Santibáñez Noé (ur. 1 lutego 1980 w Torreón) – meksykański piłkarz występujący na pozycji ofensywnego pomocnika, obecnie zawodnik Leónu.

## Kariera klubowa
Santibáñez jest wychowankiem stołecznego zespołu Club América z siedzibą w stołecznym mieście Meksyk, jednak nigdy nie potrafił przebić się do seniorskiej drużyny i profesjonalną karierę piłkarską rozpoczynał w ekipie San Luis FC. W meksykańskiej Primera División zadebiutował za kadencji szkoleniowca Juana Antonio Luny, 18 sierpnia 2002 w przegranym 1:2 meczu z Américą, natomiast premierowego gola w najwyższej klasie rozgrywkowej strzelił 11 września tego samego roku w wygranej 4:0 konfrontacji z Tigres UANL. Szybko wywalczył sobie pewne miejsce w wyjściowej jedenastce i był jednym z jaśniejszych punktów San Luis, jednak po sezonie 2003/2004 spadł z nim do drugiej ligi. Ostatecznie pozostał jednak na pierwszym szczeblu rozgrywek, podpisując umowę z CF Pachuca, gdzie przez rok pobytu był jedynie głębokim rezerwowym i nie odniósł z tą drużyną żadnych sukcesów.
Latem 2005 Santibáñez został zawodnikiem innego drugoligowego klubu zależnego od Pachuki, Indios de Ciudad Juárez. Także tam od razu został kluczowym zawodnikiem drużyny i w sezonie Clausura 2006 dotarł z nią do dwumeczu finałowego drugiej ligi meksykańskiej. W listopadzie 2006 na zasadzie krótkoterminowego, kilkutygodniowego wypożyczenia zasilił swój macierzysty klub CF Pachuca, skąd po występie w jednym meczu powrócił do Indios. W jesiennych rozgrywkach Apertura 2007 zwyciężył z ekipą prowadzoną przez trenera Sergio Orduñę w rozgrywkach drugoligowych, co na koniec sezonu 2007/2008 zaowocowało awansem drużyny do najwyższej klasy rozgrywkowej. Tam wciąż miał zagwarantowane miejsce w wyjściowej jedenastce, pełniąc przez większość czasu rolę kapitana ekipy. Po rozgrywkach 2009/2010 zanotował z Indios już drugi w karierze spadek na zaplecze najwyższej klasy rozgrywkowej.
W lipcu 2010 Santibáñez podpisał umowę z drugoligowym zespołem Club León, gdzie mimo początkowej regularnej gry już po kilkunastu miesiącach został relegowany do funkcji głębokiego rezerwowego. W tej roli wygrał ze swoją drużyną rozgrywki Liga de Ascenso w sezonie Clausura 2012, dzięki czemu na koniec rozgrywek 2011/2012 awansował z nią do najwyższej klasy rozgrywkowej.
| Sezon     | Klub                    | Kraj   | Rozgrywki        | Mecze | Bramki |
| --------- | ----------------------- | ------ | ---------------- | ----- | ------ |
| 2002/2003 | San Luis FC             | Meksyk | Primera División | 32    | 5      |
| 2003/2004 | San Luis FC             | Meksyk | Primera División | 28    | 2      |
| 2004/2005 | CF Pachuca              | Meksyk | Primera División | 11    | 1      |
| 2005/2006 | Indios de Ciudad Juárez | Meksyk | Liga de Ascenso  | 36    | 3      |
| 2006/2007 | Indios de Ciudad Juárez | Meksyk | Liga de Ascenso  | 33    | 5      |
| 2006/2007 | CF Pachuca              | Meksyk | Primera División | 1     | 0      |
| 2007/2008 | Indios de Ciudad Juárez | Meksyk | Liga de Ascenso  | 42    | 9      |
| 2008/2009 | Indios de Ciudad Juárez | Meksyk | Primera División | 36    | 6      |
| 2009/2010 | Indios de Ciudad Juárez | Meksyk | Primera División | 34    | 1      |
| 2010/2011 | Club León               | Meksyk | Liga de Ascenso  | 26    | 2      |
| 2011/2012 | Club León               | Meksyk | Liga de Ascenso  | 16    | 0      |
| 2012/2013 | Club León               | Meksyk | Primera División |       |        |

## Kariera reprezentacyjna
W 1997 roku Santibáñez został powołany przez selekcjonera Jorge Vantolrę do reprezentacji Meksyku U-17 na Młodzieżowe Mistrzostwa Świata w Egipcie. Tam był podstawowym piłkarzem swojej drużyny, wystąpił we wszystkich trzech spotkaniach i zdobył dwie bramki; w meczach z Hiszpanią (2:3, w bramce rywali stał wówczas Iker Casillas) oraz z Nową Zelandią (5:0). Jego kadra zanotowała wówczas zwycięstwo i dwie porażki, przez co zakończyła swój udział w światowym czempionacie już w fazie grupowej.